# Абієв Абдурефі Абієвич
Абдурефи Абиевич Абієв (30 травня 1879, Чокурча — 1938, Сімферополь) — кримськотатарський художник і педагог.

## Біографія
Народився 18 [30] травня 1879 року в селі Чокурча (нині мікрорайон Сімферополя, Автономна Республіка Крим, Україна) в сім'ї чабана. Навчався у Сімферопольській татарській вчительській школі. Упродовж 1899—1906 років, на кошти полковника Ізмаїла Муфтій-заде, продовжив здобуття освіти в Строгановському центральному училищі технічного малювання в Москві, де отримав звання — художник прикладного мистецтва. В училищі навчався разом з Усеїном Боданінським.
Брав участь у революції 1905 року в Москві як дружинник. У 1906 році заарештований, засуджений до каторжних робіт, однак завдяки втручанню князя Строганова, каторгу замінили на висилку у Францію. З березня 1907 по березень 1909 року навчався в Академії Жюльєна в Парижі. Відвідав Англо-французьку колоніальну виставку в Лондоні в 1908 році.
Після повернення до Російської імперії протягом 1909—1917 років працював у Ростові-на-Дону: завідував столярно-модельними майстернями, викладав малювання і креслення в механіко-технічному і ремісничому училищі. Малював ескізи меблів для меблевої фабрики. Брав участь у реставрації розпису стін Храму Василя Блаженного в Москві.
У 1917 році повернувся в Крим. Викладав графіку в Комерційному училищі Сімферополя. Очолював Бахчисарайський відділ Петроградського товариства захисту і збереження в Росії пам'яток мистецтва і старовини. У листопаді того ж року став директором художньої школи Унер Санаї в Бахчисараї. Після встановлення радянської влади школа була перетворена в Бахчисарайський художньо-промисловий технікум та одержала нове приміщення. Одночасно з викладацькою діяльністю протягом 1921—1923 років був членом Президії та відповідальним секретарем Бахчисарайського райвиконкому.
У 1928 році, під час кампанії по боротьбі з націоналізмом, знятий з посади директора технікуму і притягнутий до судової відповідальності за статтями 109—111 Кримінального кодексу РРФСР за утримання в Москві трьох студентів за гроші технікуму. 1929 року висланий у Чарджоу Туркменської РСР, де викладав малювання і креслення в педагогічному технікумі імені Аблаєва.
У 1930 році повернувся в Крим і до 1934 року викладав малювання і креслення в Кримському робітничому факультеті імені Івана Назукіна у Сімферополі. З 1934 по 1935 рік — працював у середній зразковій школі в Євпаторії. У 1936 році вчителював у 6-й і 46-й неповних середніх школах Сімферополя. З 1936 року викладав малюнок у Кримському художньому училищі імені Миколи Самокиша. У Сімферополі проживав у будинку по вулиці Нижньо-Госпітальній, № 3, квартира Шерфедінова. У 1938 році заарештований і того ж року розстріляний.

## Творчість
Працював у галузях живопису (відомий як живописець-колорист і портретист), графіки і прикладного мистецтва. Збереглися невелика кількість його робіт. Дві його роботи — «Інтер'єр будинку» і акварельний портрет подружжя, його внуки передали в Кримськотатарський музей мистецтв. В музеї зберігаються ще дві його роботи — пейзаж «Алея парку» і зображення кримськотатарських жител.